# 失跡
| ウィキペディアには「失跡」という見出しの百科事典記事はありません（タイトルに「失跡」を含むページの一覧/「失跡」で始まるページの一覧）。 代わりにウィクショナリーのページ「失跡」が役に立つかもしれません。 |